# Sigurdur Helgason
En aquest nom islandès, el darrer nom és un patronímic, no pas un cognom. La manera de referir-se a aquesta persona és pel nom de pila.
Sigurdur Helgason (islandès: Sigurður Helgason)  (Akureyri, 30 de setembre de 1927 - Belmont, 3 de desembre de 2023) va ser un matemàtic islandès resident als Estats Units. Va rebre el premi Steele, és cavaller de l'Orde del Falcó Islandès i és membre honorari de la Societat Matemàtica Islandesa.

## Biografia
Helgason va cursar els estudis secundaris a la seva vila natal, Akureyri, i es va graduar en Matemàtiques el 1946 a la Universitat d'Islàndia. Després de fer estudis de postgrau a la Universitat de Copenhaguen, va obtenir el doctorat a la Universitat de Princeton el 1954 amb una tesi d'àlgebra dirigida per Salomon Bochner. A continuació va ser professor successivament del Massachusetts Institute of Technology (MIT) i de les universitats de Princeton, Chicago i Colúmbia, fins que el 1960 va ser contractat pel MIT, institució en la que va realitzar tota la seva carrera acadèmica. A més, va ser professor visitant en diverses ocasions de l'Institut d'Estudis Avançats de Princeton i de l'Institut Mittag-Leffler d'Estocolm.
Els seus treballs de recerca més notables rauen en els camps dels operadors diferencials invariants, de les propietats geomètriques de les solucions, de les transformades de Radon, de les funcions esfèriques, de la dualitat dels espais simètrics, de la teoria de la representació, de la transformada de Fourier i dels multiplicadors.